# سی فایتر
سی فایتر (به انگلیسی: Sea Fighter) یک کشتی است که طول آن ۲۶۲ فوت (۷۹٫۹ متر) می‌باشد. این کشتی در سال ۲۰۰۵ ساخته شد.